# Alcubierre
Alcubierre és un municipi aragonès situat a la província d'Osca i enquadrat a la comarca dels Monegres. La seva superfície és de 115,29 km², amb una població de 437 habitants (INE 2005) i una densitat de 3,81 hab/km².
Aquí va néixer el bandit Mariano Gavín Suñén, més conegut com a El Cucaracha.
El 26 de juliol se celebren les seves festes patronals. S'hi celebra anualment un torneig internacional d'escacs de cert prestigi.

## Administració
| Període   | Alcalde                       | Partit |  |
| --------- | ----------------------------- | ------ |  |
| 1979-1983 | José María Ferrando Gella     | UCD    |  |
| 1983-1987 | José Manuel Suñén Mené        | PSOE   |  |
| 1987-1991 | José Manuel Suñén Mené        | PSOE   |  |
| 1991-1995 | José Manuel Suñén Mené        | PSOE   |  |
| 1995-1999 | José Manuel Suñén Mené        | PSOE   |  |
| 1999-2003 | Álvaro Isidro Amador Lacambra | PSOE   |  |
| 2003-2007 | Álvaro Isidro Amador Lacambra | PSOE   |  |
| 2007-2011 | Álvaro Isidro Amador Lacambra | PSOE   |  |
| 2011-2015 | Álvaro Isidro Amador Lacambra | PSOE   |  |